# 厦门市音乐学校
24°26′38″N 118°04′01″E / 24.44389°N 118.06694°E
厦门市音乐学校是1990年在鼓浪屿人民小学音乐实验班基础上创办的，是一所包括小学、初中、普通中专教育的学校。小学部和初中部作为九年义务教育，着重发展具有音乐特色的基础教育试点；中专部侧重培养钢琴、小提琴、大提琴等器乐演奏专门人才，并为高等艺术院校和其他院校输送合格学生，被誉为“培养和造就音乐苗子的摇篮”。创办以来，学生在全国和省市比赛中多次夺得奖项，两届毕业生全部进入各类高等艺术院校深造。
学校曾经聘请音乐界老前辈贺绿汀为名誉校长；上海音乐学院管弦乐系主任、著名小提琴家郑石生教授担任校长，著名钢琴教育家徐荣芹为顾问。几年来，先后从全国各省市和大专院校引进一大批具有丰富专业教学经验的教师和演奏员来校任教，中高级职称教师占55%。此外，每年还定期聘请一批国内外专家如殷承宗、鲁道娃等来校讲学。